# ترمس ثنائي اللون
الترمس الثنائي اللون (باللاتينية: Lupinus bicolor) نوع نباتي يتبع جنس الترمس من الفصيلة البقولية المعروفة بقدرتها على تثبيت النيتروجين الجوي من خلال بكتيريا المستجذرة.
موطنه غرب أمريكا الشمالية من مقاطعة كولومبيا البريطانية في كندا وصولاً إلى ولاية كاليفورنيا في الولايات المتحدة وولاية باخا كاليفورنيا.

## الوصف النباتي
نبات حولي. الأوراق مركبة. الساق موبرة. النورة قصيرة يصل ارتفاعها إلى 8 سم. كما يوحي الاسم، بعض الأزهار زرقاء وبعضها بيضاء.